# Atacama (musikgrupp)
Atacama var en chilensk-svensk folkmusikgrupp som var verksam under 1970-talet och gav ut tre musikalbum.
Ursprungligen bestod gruppen av Carlos Beyris, Carlos Morales, Juan Alvarez och Francisco Roca (då Luis Veloz Roca). Då gruppens andra album utkom bestod den av Carlos Morales, Elias Salazar, Francisco Roca och Thierry Carabin.  År 1978 bestod Atacama av Francisco Roca, Christer Schapiro, Gaston Villaman och Joaquin Pérez.  

## Diskografi
- Atacama (1970, MNW 10P)
- Arriba Quemando el Sol (1971, MNW 24P)
- Musica de los Andes (1978, YTF-50440)